# John Jenkins
John Jenkins (Maidstone, Kent, 1592 - Kimberley, Norfolk, 1678) fou un compositor anglès. Fou músic de cambra dels reis Carles I i Carles II, i deixà un gran nombre de fantasies i capricis per a orgue i viola, etc., que es conserven manuscrits en la seva majoria a Oxford. A més, compongué Twelve sonates for violins (1660 i 1664); Theophila, música per a un poema de Benlowe (1652); una Elegia a la mort de W. Lawes i diverses melodies publicades en les antologies de l'època.